# Karsk
Pour l’article homonyme, voir Karsk (Poméranie-Occidentale).
 (juillet 2014).
Si vous disposez d'ouvrages ou d'articles de référence ou si vous connaissez des sites web de qualité traitant du thème abordé ici, merci de compléter l'article en donnant les références utiles à sa vérifiabilité et en les liant à la section « Notes et références ».

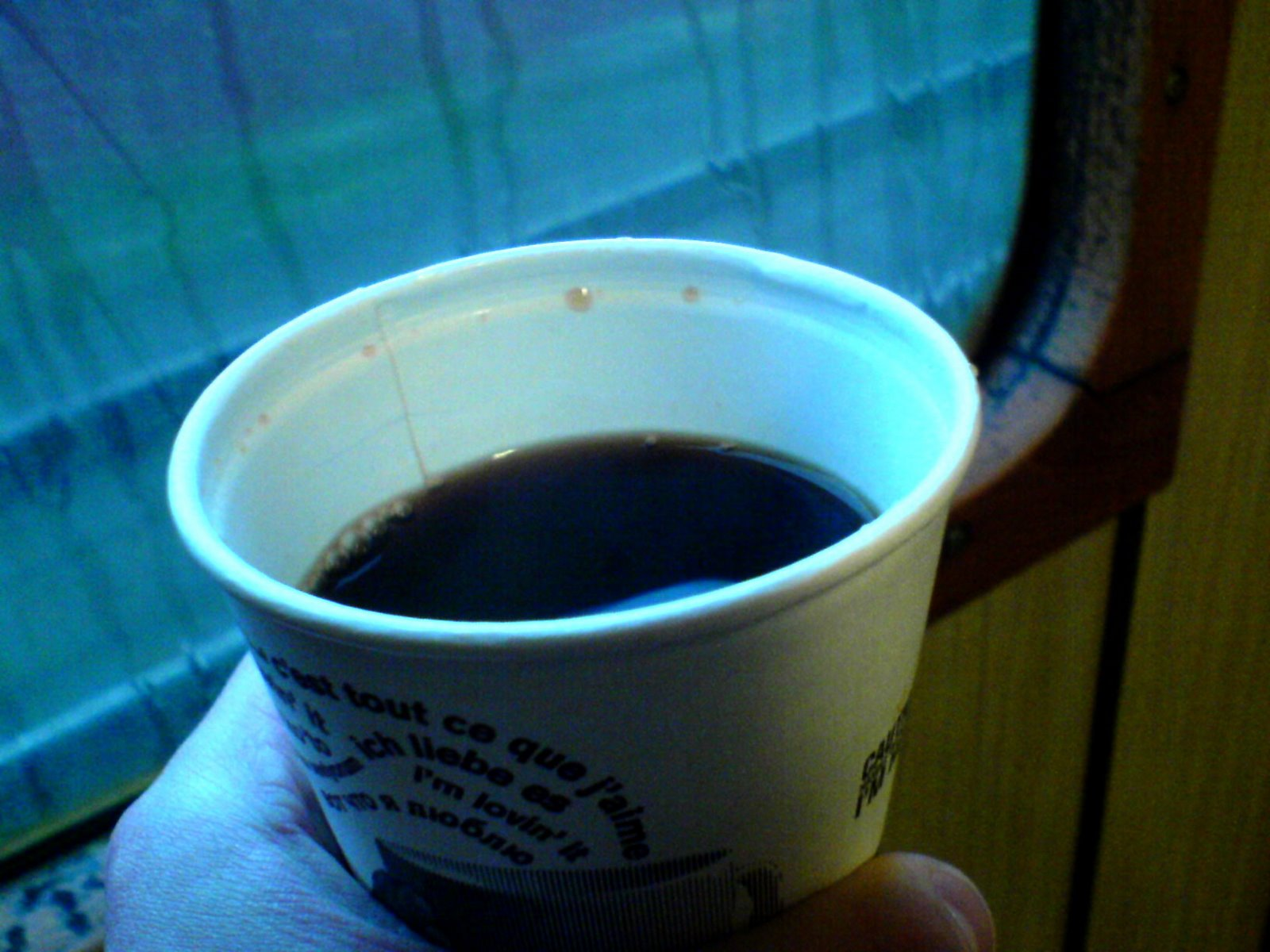
Du Karsk

Le karsk est une boisson d’origine norvégienne, composée de café accompagné de vodka ou de moonshine et consommé avec ou sans sucre. Le terme karsk est surtout usité au centre du pays, dans la région de Trøndelag. Ailleurs, on peut préférer l’appeler kaffedoktor, knikt, rotar, kaffekask ou kaffegök en Suède ou encore kaffeplörö ou kaffeblörö en Finlande.
La proportion d’alcool dépend des goûts du consommateur et peut varier de 10 à 90 %. Une recette populaire consiste à placer une pièce de monnaie au fond du verre, à verser du café jusqu’à ce que la pièce soit invisible, puis de l’alcool jusqu’à ce que la pièce apparaisse à nouveau. 